# Dmitrij Buchoveckij
Dmitrij Savel’evič Buchoveckij (in russo Дмитрий Савельевич Буховецкий; Russia, 1895 – Los Angeles, 1932) è stato un regista cinematografico, sceneggiatore e attore russo, accreditato anche come Dymitr Buchowiecki, Dimitri Buchowetski o Dimitri Buchowetzki a seconda delle traslitterazioni.

## Biografia
Dopo aver interrotto gli studi universitari di giurisprudenza, cominciò a studiare recitazione e regia al teatro d'arte di Mosca. Nel 1918 prese parte come attore ad alcuni film di Jakov Aleksandrovič Protazanov e di Aleksandr Efimovič Razumnyj. Dopo la rivoluzione d'ottobre emigrò dapprima in Polonia, dove prese parte a due film diretti da Eugeniusz Modzelewski in ruoli di protagonista.
Si trasferì quindi in Germania e nel periodo 1919-1924 visse a Berlino. Fu co-regista con Carl Froelich de Die Brüder Karamasoff (I fratelli Karamazov) del 1921, a cui contribuì in modo preponderante grazie alla sua conoscenza dell'originale dostoevskiano. Le sue opinioni sul cinema, espresse con veemenza, gli assicurarono il favore dei circoli di avanguardia. Dopo alcuni piccoli lavori da regista, grazie al supporto dell'attrice e produttrice Hilde Wörner riuscì a ottenere regia di film di argomento storico, quali Danton, Otello e Pietro il Grande, che influenzarono in modo significativo il cinema contemporaneo.
Nel 1924, Buchowetzki si recò a Hollywood, soprattutto per insistenza di Pola Negri, e fu messo sotto contratto dalla Paramount Pictures. Il suo film d'esordio fu, nel 1924, Men, con Pola Negri nel ruolo di una prostituta fra Marsiglia e Parigi. Buchowetzki diresse l'anno successivo altri film con Adolphe Menjou. Nel 1926, fu inviato negli studi della Paramount a Joinville-le-Pont, in Francia, per supervisionare delle versioni in lingua straniera di produzioni hollywoodiane. Il suo ultimo lavoro è stato il britannico Stambul nel 1931.

## Filmografia

### Regista
- Anita Jo (1919)
- Symphonie des Todes (1921)
- Der Galiläer (1921)
- Die Brüder Karamasoff (1921) (non accreditato)
- Die letzte Stunde (1921)
- Danton (1921)
- Das Experiment des Prof. Mithrany (1921)
- Sappho (1921)
- Die Gräfin von Paris (1922)
- Othello (1922)
- Peter der Große (1922)
- Das Laster des Spiels (1923)
- Karusellen (1923)
- Men (1924)
- Lily of the Dust (1924)
- Il cigno (The Swan) (1925)
- Graustark (1925)
- The Crown of Lies (1926) (con il nome Dimitri Buchowetski)
- The Midnight Sun (1926)
- Valencia (1926)
- Stamboul (1931)
- Magie moderne (1931)
- Weib im Dschungel (1931)
- Le Réquisitoire (1931)
- Tormento (1931)
- De sensatie der toekomst (1931)
- El hombre que asesinó (1932)

### Sceneggiatore
- Blanc et noir (1919) (con il nome Dymitr Buchowiecki)
- Symphonie des Todes (1921)
- Der Stier von Olivera (1921)
- Landstraße und Großstadt (1921)
- Danton (1921)
- Das Experiment des Prof. Mithrany (1921)
- Fuoco, fiamme e ceneri (Sappho), regia di Dimitri Buchowetzki (1921)
- Othello (1922)
- Das Laster des Spiels (1923)
- Men (1924)
- Il cigno (The Swan), regia di Dmitrij Buchoveckij (1925)
- Valencia (1926)

### Attore
- Stantsionnyy smotritel (1918)
- Khamka (1918)
- Bogatyr dukha (1918)
- Lokaj (1919) (con il nome Dymitr Buchowiecki)
- Tovarišč Abram (1919)
- Blanc et noir (1919) (con il nome Dymitr Buchowiecki)
- L'Angoissante Aventure (1920)
- Przez pieklo (1921) (con il nome Dymitr Buchowiecki)
- Die Brüder Karamasoff (1921)